# Gaffelbok
De gaffelbok (Antilocapra americana), ook wel gaffelantilope of pronghorn genoemd, is een evenhoevig zoogdier, afkomstig van de grasvlakten en woestijnen van Noord-Amerika. De gaffelbok is de laatste nog levende vertegenwoordiger van de familie van de gaffelantilopen (Antilocapridae). Hij is niet nauw verwant aan de veel grotere groep van de antilopen uit Afrika, Arabië en Azië, die tot de holhoornigen (Bovidae) behoren. De gaffelbok is op de jachtluipaard na het snelste landdier op aarde.

## Kenmerken
De gaffelbok is een middelgroot hoefdier met een ronde romp, kleine staart en lange, slanke ledematen. De poten zijn aangepast aan rennen: lang, dun en gespierd. Hij heeft twee tenen, de derde en de vierde. De bijhoeven ontbreken. De snuit is lang en smal. Het zichtvermogen is zeer goed ontwikkeld. De grote ogen (diameter van 5 cm) staan hoog en diep in de schedel. Omdat zij aan de zijkanten van de kop staan, bestrijken zij een gezichtsveld van 360°. Om de ogen te beschermen tegen zonlicht heeft de gaffelbok lange, dichte wimpers. Ook reuk en gehoor zijn goed ontwikkeld. De oren zijn lang en spits. Het vrouwtje heeft vier tepels.
De inwendige organen zijn aangepast aan het hardlopen. Hart en longen zijn goed ontwikkeld. Ook de lever en nieren zijn relatief groot. De lever slaat grote hoeveelheden glycogeen op, dat kan worden omgezet in glucose. Ook kan de grote lever stoffen afvoeren als seleen en alkaloïden, waar sommige prairieplanten rijk aan zijn en die voor veel andere dieren giftig zijn. De nieren zijn vergroot om het lichaamsvocht efficiënt te hergebruiken, een aanpassing aan het leven in drogere streken.
De gaffelbok heeft 32 tanden en kiezen. De bovenkaak bevat geen snijtanden. De snijtanden in de onderkaak staan naast de hoektanden en hebben dezelfde vorm. De kiezen en valse kiezen groeien door, een aanpassing aan het eten van taaie plantendelen. De tandformule is 0.0.3.33.1.3.3.

### Vacht
De vacht bestaat uit een wollige ondervacht en lange, harde dekharen. De vachtkleur heeft een herkenbare, contrasterende kleurtekening. De rug en nek zijn roodbruin. De buik is vuilwit tot helder wit, en aan de stuit ligt een witte spiegel. Op de hals lopen twee horizontale, halvemaanvormige witte vlekken. In het gelaat heeft de gaffelbok een patroon van witte en bruine vlekken. Mannetjes bezitten daarnaast een donkere, bijna zwarte keelvlek en snuitpunt en een donkere klier achter de wangen, vlak onder de oren.
In de huid zitten vele spiertjes, waarmee hij de vachtharen elke kant kan opzetten. Bij hitte zet hij de haren uit, zodat hij kan afkoelen, bij kou legt hij de haren plat tegen lichaam. De witte haren in de spiegel kunnen eveneens worden opgezet, waardoor deze groter lijkt. Dit heeft een functie in de communicatie.

### Hoorns

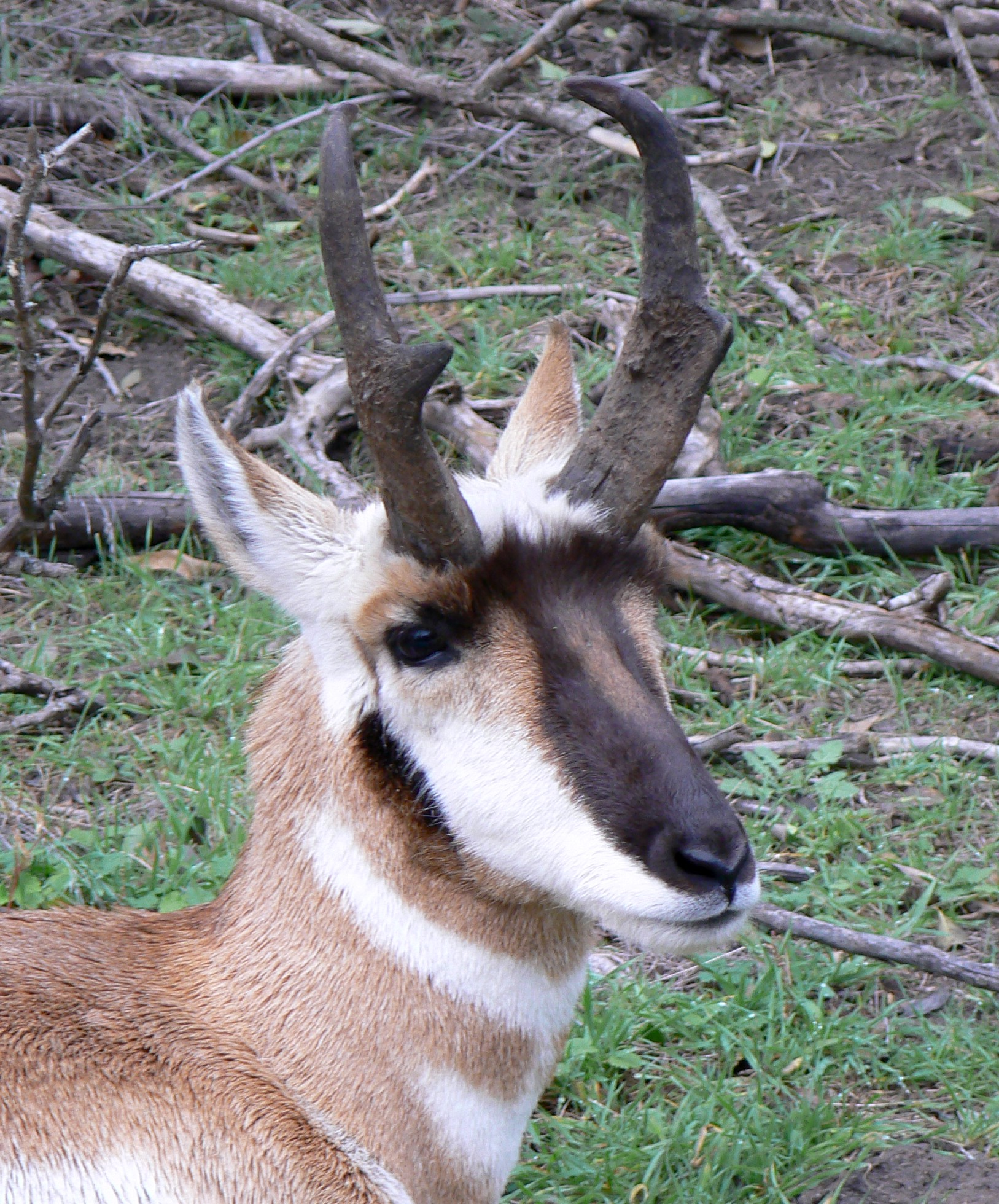
De gaffelbok dankt zijn naam aan de tweepuntige hoorn van het mannetje, de "gaffel".

Beide geslachten hebben hoorns. Deze zijn ver naar voren ingeplant, boven de oogkas. Zijn hoorns verschillen van de hoorns van de holhoornigen doordat ze gevorkt zijn en bedekt met een schede van keratine, die van tijd tot tijd afgeworpen wordt. Dit is enigszins vergelijkbaar met het afwerpen van het gewei bij hertachtigen. Bij het mannetje stopt de hoornschede vanaf augustus met groeien. In oktober, vrij snel na de bronst, groeit er een nieuwe schede onder de oude, waardoor de laatste wordt afgeworpen. Vrouwtjes hebben een onregelmatigere cyclus.
De hoorns van het mannetje zijn 24–30 cm groot en steken boven de oorschelpen uit. Zij hebben de gaffelvorm waaraan het dier zijn naam dankt: de hoorn heeft twee punten, een scherpe punt die omhoog steekt en aan de top naar achteren buigt en een stevigere zijtak die naar voren steekt. De hoorns bereiken hun maximumgrootte na drie tot vier jaar. De hoorns van het vrouwtje zijn kleiner, tot 5 cm grote knobbeltjes of een eenvoudig onvertakte hoorn tot 7 cm, maar nooit langer dan het oor.

### Afmetingen
De gaffelbok heeft een kop-romplengte van 130 tot 140 cm en een staartlengte van 9,7 tot 10,5 cm. De schofthoogte bedraagt 86 tot 87,5 cm en het lichaamsgewicht 30 tot 80 kg. Seksueel dimorfisme in lichaamsverhoudingen is klein: vrouwtjes zijn 10% kleiner dan mannetjes.

## Verspreiding en habitat

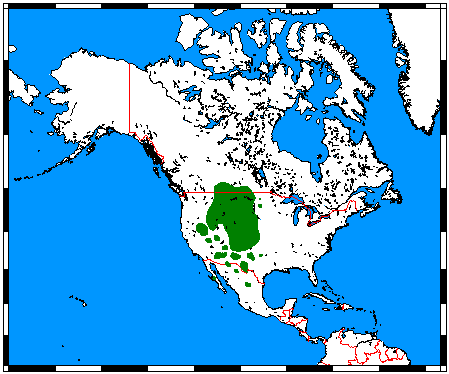
Verspreidingsgebied

De gaffelbok leeft voornamelijk in de graslanden, woestijnen en uitlopers van gebergten van Noord-Amerika. Hij heeft een voorkeur voor open gebieden zoals prairies met een grote verscheidenheid aan wilde bloemen en vermijdt gebieden waarin het zicht belemmerd wordt. De gaffelbokken profiteerden vroeger van de enorme kuddes bizons die op de prairies leefden: de bizons aten veel van het gras weg, waardoor mozaïeken van grassen en vele soorten wilde bloemen achterbleven.
Vroeger kwamen de gaffelbokken over de gehele Great Plains voor. Doordat het merendeel van de prairies nu in cultuur is genomen als landbouwgebied, zijn de populaties uitgeweken naar die gebieden die te hoog of te droog zijn voor landbouw. Het verspreidingsgebied omvat tegenwoordig het westelijke deel van de Great Plains, van Zuid-Canada (het zuiden van de Canadese provincies Alberta en Saskatchewan), zuidwaarts tot Noord- en Centraal-Mexico. Hij leeft hier van zeeniveau tot een hoogte van 3350 meter. In 1959 werden enkele dieren uitgezet op het Hawaïaanse eiland Lanai, maar de soort is hier bijna uitgestorven.

## Leefwijze
De gaffelbok is de gehele dag door actief. De dag en de nacht bestaan uit perioden van foerageren en rusten. Het herkauwen vindt plaats tijdens de rustperiode. Slaap is beperkt tot zeer korte perioden van minder dan tien minuten.
Tijdens het foerageren legt een kudde ongeveer 6 km per dag af. De gaffelbok eet voornamelijk kruiden en wilde bloemen, met een voorkeur voor planten met veel eiwitten, aangevuld met grassen in het vroege voorjaar. In de herfst en winter eten ze vaker de bladeren van struiken als woestijnbijvoet (Artemisia tridentata). In sommige gebieden eet hij ook cactussen. Het is een zeer kieskeurige herbivoor, die soms slechts één blaadje van een plant eet. Gaffelbokken kunnen overleven in gebieden zonder een vaste waterbron, maar als de mogelijkheid er is, drinken ze eenmaal daags, vooral in een warme zomer.

### Sociaal gedrag

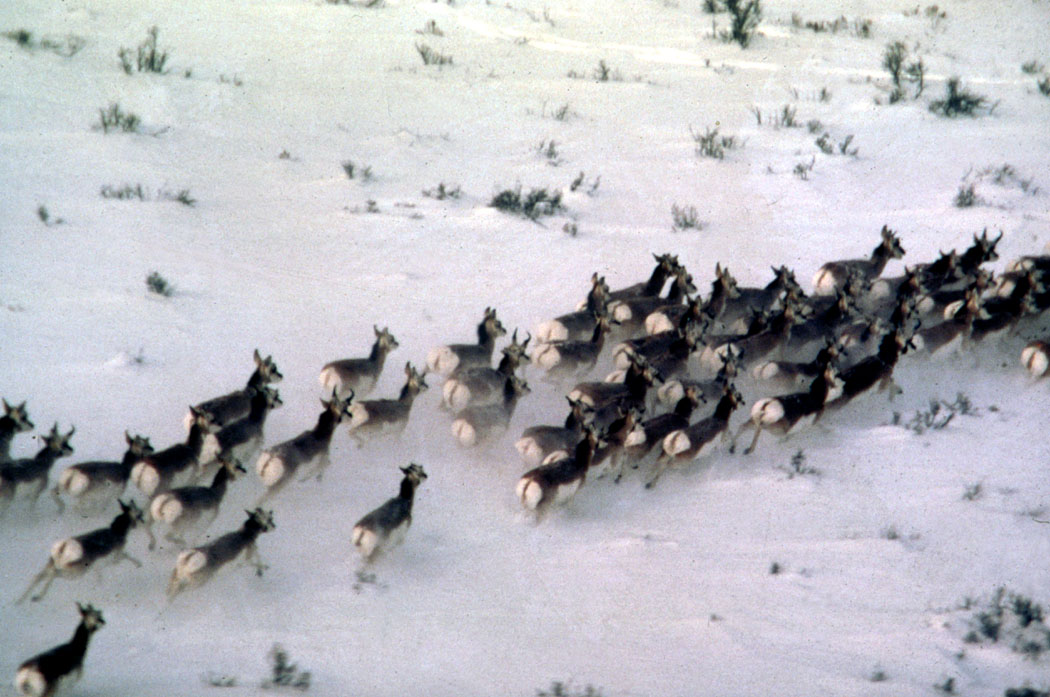
's Winters leven gaffelbokken in grote gemengde groepen.

Na de bronstperiode, begin oktober, vormen zij grote gemengde kuddes van tot wel duizend dieren. Veel populaties trekken 's winters naar warmere, sneeuwvrije gebieden. Kuddes in Montana leggen jaarlijks 160 km af, van kuddes in Wyoming en South Dakota is bekend dat zij bij zeer streng weer 320 km kunnen afleggen.
In het voorjaar splitsen de kuddes zich op in kleinere groepen. Vrouwtjes en hun kalveren verzamelen zich in kleine kuddes. Mannetjes van drie jaar en ouder leiden in deze periode een solitair bestaan. Zij keren dan terug naar hun vaste territorium, dat een oppervlak heeft van 23 tot 434 ha.
In de zomer trekken de kudden vrouwtjes naar deze territoria om zich aan te sluiten bij harems. Zo'n harem bestaat uit gemiddeld 23 dieren: een mannetje, vrouwtjes en hun kalveren. Het mannetje markeert zijn territorium door op een opvallende plaats de grond schoon te stampen, hierop te urineren en vervolgens zich in het midden te ontlasten. Ook brengt hij geurmarkeringen aan. Jonge mannetjes van één tot drie jaar oud zijn nog te jong om een eigen plaats te veroveren en leven apart in vrijgezellengroepen, waar ook oudere mannetjes die uit hun territorium verjaagd zijn zich bij aansluiten.
Als een mannetje het territorium van een ander mannetje betreedt, zal deze hem proberen weg te jagen. Hij staart hem eerst aan, om vervolgens al schreeuwend hem te achtervolgen. Dit eindigt zelden in gevechten, meestal zal het andere mannetje ervandoor gaan. Mocht dit niet werken, dan zal het tot een gevecht komen, waarbij de mannetjes tegen elkaar aan botsen. Deze gevechten kunnen er hevig aan toe gaan. In een derde van de gevallen eindigt een gevecht in ernstige verwondingen of de dood.
Dieren leven niet in vaste kuddes, maar wisselen geregeld van groep. Binnen de kudde lijken de dieren geen onderlinge sociale banden te hebben, op de band tussen vrouwtjes en hun jongen na. Ondanks de losse structuur van de groepen heerst binnen de kudde wel een hiërarchie. Dominante dieren houden zich voornamelijk op in de kern van de groep, onderdanige dieren aan de rand. Vrouwtjes verwerven hun sociale rang al als zij een maand oud zijn en behouden deze voor de rest van hun leven.

### Voortplanting

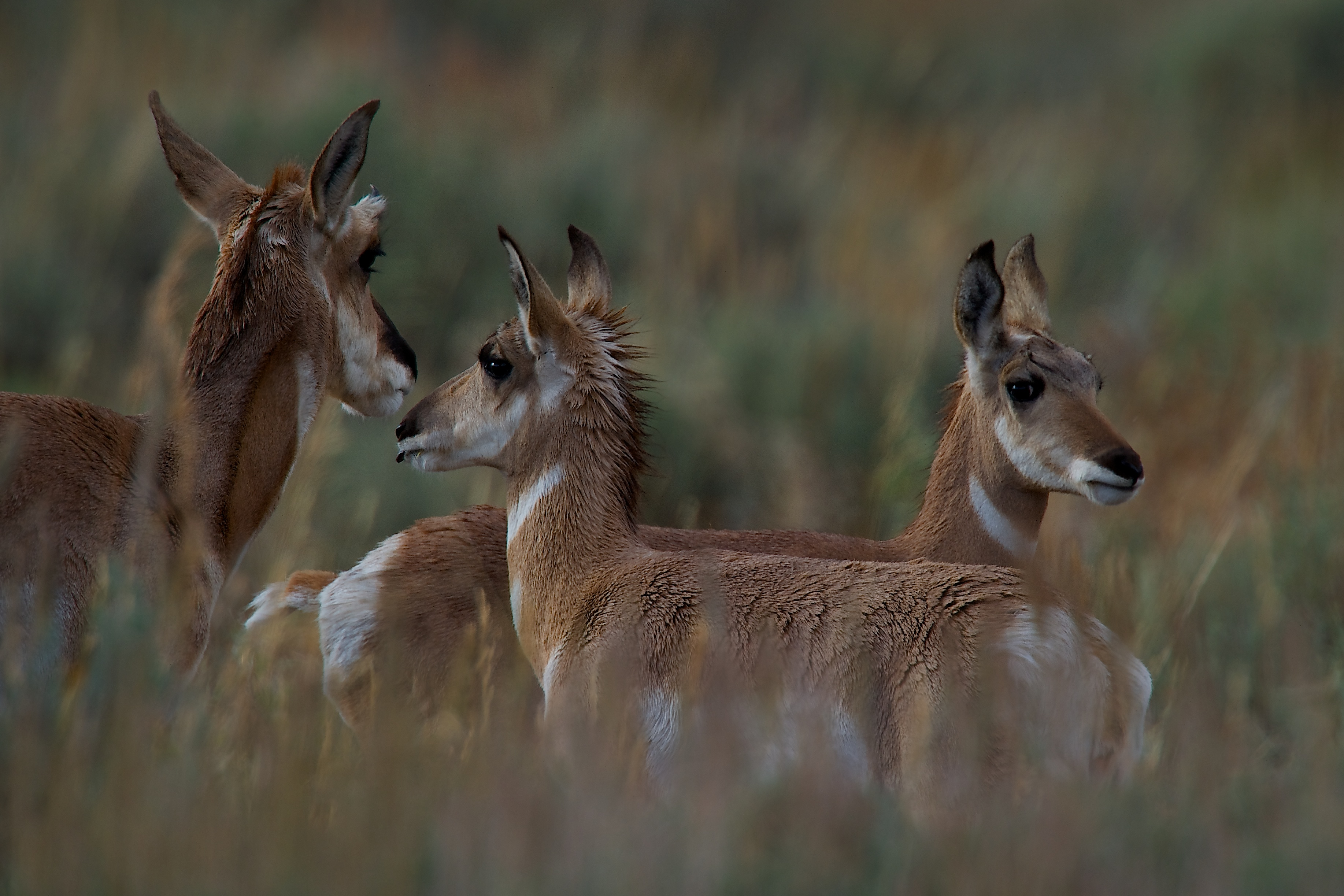
Vrouwtjes krijgen vrijwel altijd twee jongen per worp. Hierdoor planten zij zich sneller voort dan andere hoefdieren van dezelfde grootte, die vaak maar één jong krijgen.

Vrouwtjes zijn bronstig van mid-september tot begin oktober. In het zuiden begint de bronst eerder, vanaf eind juli. Het vrouwtje kiest het mannetje uit. Twee weken voor de bronst gaat het vrouwtje verscheidene mannetjes langs. Bij ieder mannetje blijft ze één à twee dagen voordat ze haar keuze maakt. Het mannetje benadert het vrouwtje door zijdelings met zijn kop te zwaaien en hinnikende, kreunende en smakkende geluiden te maken. Bij het zwaaien toont het mannetje de grote zwarte klieren onder zijn oren. Het vrouwtje bepaalt uiteindelijk of hij met haar mag paren. Als het vrouwtje nog niet tot copulatie bereid is, maakt zij dit duidelijk door een stap opzij te zetten. Meerdere vrouwtjes kiezen vaak dezelfde mannetjes, waardoor slechts een klein gedeelte van de mannetjes aan paren toekomt.
De gaffelbok heeft een lange, zeer variabele draagtijd van gemiddeld 248 dagen. In drogere jaren is de dracht langer. In het voorjaar trekt het vrouwtje zich terug uit de groep om te werpen. De jongen wegen bij de geboorte gemiddeld ongeveer 3,5 kg. De daaropvolgende tijd groeien ze gemiddeld 245 gram per dag. De eerste tien dagen verbergen de kalveren zich op een aparte schuilplaats. De jongen liggen zelden verder dan 100 meter uit elkaar. Iedere keer als het vrouwtje terugkeert om te zogen, leidt zij de kalveren naar een nieuwe plaats. Als een jong wordt gegrepen door een roofdier, leidt het vrouwtje haar overgebleven jong naar een verder gelegen plaats, tot 1 km ver, en zal zij die plaats in toekomstige jaren vermijden als schuilplaats. Na drie tot vier weken verzamelen de vrouwtjes en kalveren zich in groepen. De kalveren worden eind augustus gespeend, als zij zo'n 12 weken oud zijn.
Over het algemeen zijn vrouwtjes zestien maanden oud als zij voor het eerst bronstig worden, een enkele keer al als zij vier maanden oud zijn. Zij worden daarna ieder jaar opnieuw bronstig. Mannetjes zijn geslachtsrijp na 16 weken, maar zijn meestal pas in hun derde jaar groot genoeg om succesvol met andere mannetjes te kunnen concurreren en met vrouwtjes te kunnen paren.

### Communicatie
De gaffelbok communiceert over het algemeen met zijn lichaamshouding. Een onderdanig dier draait zich weg of loopt weg van een dominant dier. De gaffelbok uit agressie door gericht naar zijn opponent te staren, hem met de kop lichtelijk omhoog getild te benaderen en tegen hem aan te botsen.
Over het algemeen is hij stil, maar hij kent enkele geluiden. Het meest herkenbaar is de snuivende hijg die het mannetje voornamelijk in de bronsttijd slaakt om zijn harem te beschermen tegen een ander mannetje. Dit geluid bestaat uit een luide snuif, gevolgd door een korte pauze en eindigend in tien tot twintig puffen die elkaar gelijkmatig opvolgen en in volume afnemen. Tijdens de bronst slaakt het mannetje ook een luide brul als hij mannetjes of vrouwtjes achtervolgt. Tijdens de balts maakt hij hinnikende, kreunende en smakkende geluiden.
Een vrouwtje roept haar kalf met een zacht grommende blaat. Een kalf in gevaar slaakt een luide blaat, die zachter van geluid is dan dat van jonge witstaartherten en muildierherten.
Bij gevaar slaat de gaffelbok alarm met een snuivend geluid, stampt hij met een voorpoot en zet hij de lange haren van de witte spiegel op, waardoor deze groter lijkt. De spiegel bevat geurklieren, die bij het opzetten van de haren een geur verspreiden die lijkt op popcorn met gesmolten boter. De opgezette spiegel is een signaal voor gevaar en een herkenningsteken, zodat de groep bij elkaar kan blijven tijdens de vlucht.
Geursporen spelen eveneens een belangrijke rol tijdens de bronst. In de kaakhoek, vlak onder het oor, heeft het mannetje een grote zwarte geurklier. Deze klier toont het mannetje tijdens de balts aan het vrouwtje door zijn kop heen en weer te zwaaien. Ook zet hij een U-vormige strook haren op rond de middelste caudale klier, vlak voor de spiegel. Het mannetje markeert zijn woongebied door een plek schoon te stampen, hierop te urineren en vervolgens zich in het midden te ontlasten. Op dezelfde wijze camoufleert hij in de bronst de urine van de vrouwtjes in zijn harem.

### Natuurlijke vijanden en levensverwachting
Een belangrijke doodsoorzaak bij kalveren is predatie door coyotes en steenarenden. Dit geldt vooral voor de eerste 45 dagen, daarna hebben de kalveren een grootte bereikt waarbij zij veilig zijn voor coyotes. Voor volwassen dieren zijn extreme weersomstandigheden zoals strenge winters of langdurige droogte een belangrijke doodsoorzaak.
Gaffelbokken bereiken zelden een hoge leeftijd. Vrouwtjes worden zelden ouder dan twaalf of dertien jaar, mannetjes negen tot tien jaar.

### Snelheid

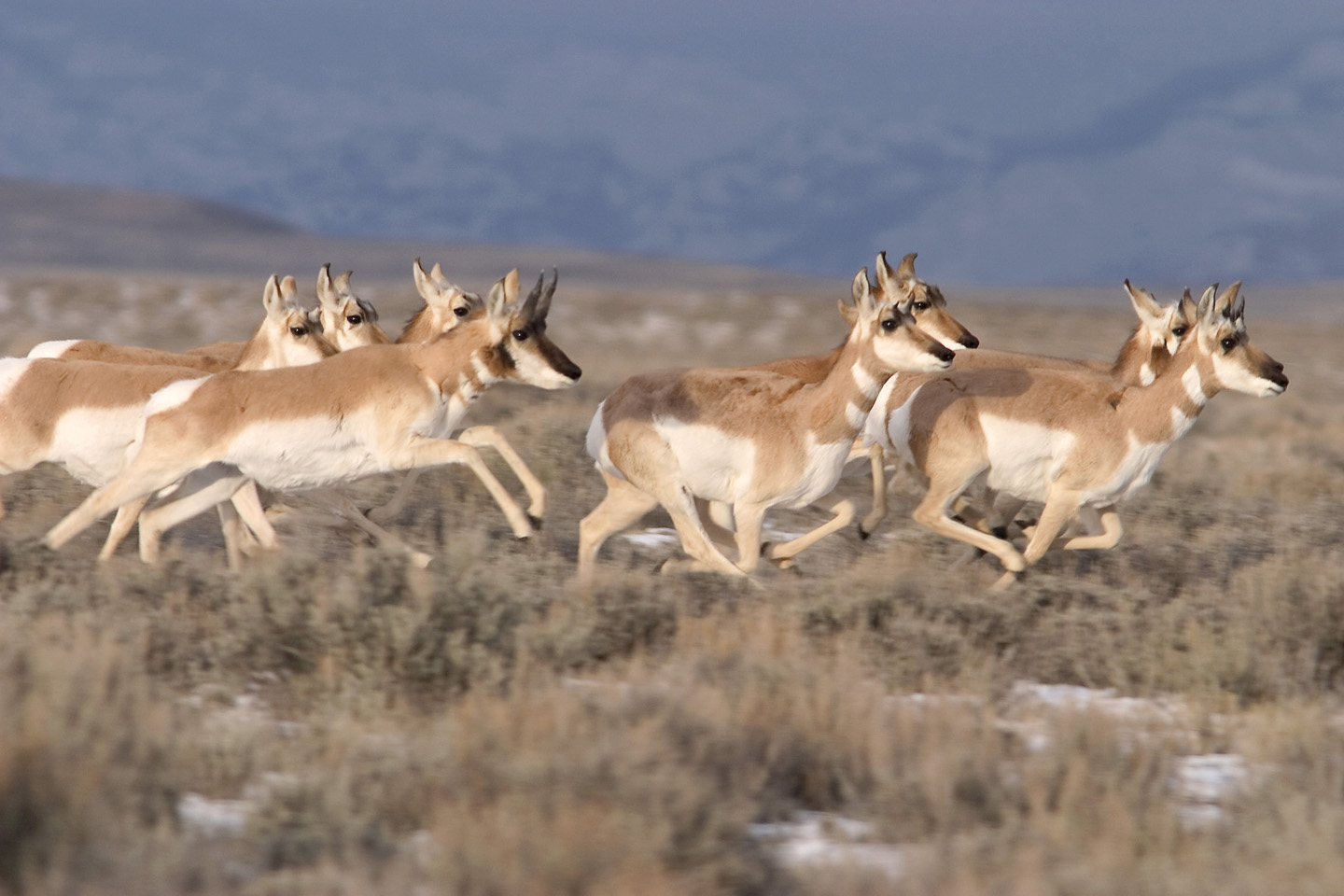
De gaffelbok is een van de snelste landdieren ter wereld, die in sprint een snelheid van 100 km/u kan bereiken. Bij gevaar zal de gaffelbok wegvluchten.

De gaffelbok is het snelste hoefdier en een van de snelste zoogdieren ter wereld. In sprint haalt hij 100 km/u, maar hij is ook snel op de lange afstand. Hij kan 70 km/u volhouden over een afstand van meer dan 10 km. De paslengte wordt geschat op een afstand tot 8 meter, waarbij alle vier ledematen van de grond komen. Deze snelheden kan hij bereiken door aanpassingen als lange, slanke ledematen, een groot aantal mitochondriën in de spieren en een naar verhouding groot hart en longen, waardoor een grote hoeveelheid zuurstof kan worden vervoerd door het lichaam. Omdat er gevaar is voor oververhitting, maken zij gebruik van warmtewisselaars in het bloedvatenstelsel: de retia mirabilia in de binnenste halsslagader en het buitenste oogbloedvat zijn groter dan die van grotere Noord-Amerikaanse herkauwers zoals de wapiti.
Geen huidig in Noord-Amerika levend roofdier behaalt deze snelheden. Gedacht wordt dat dit een aanpassing is aan roofdieren die in het Pleistoceen op de Noord-Amerikaanse prairies leefden, waaronder twee soorten Noord-Amerikaanse jachtluipaarden uit het geslacht Miracinonyx, die 50% groter waren dan de huidige jachtluipaard (Acinonyx jubatus).

## Taxonomie en evolutie

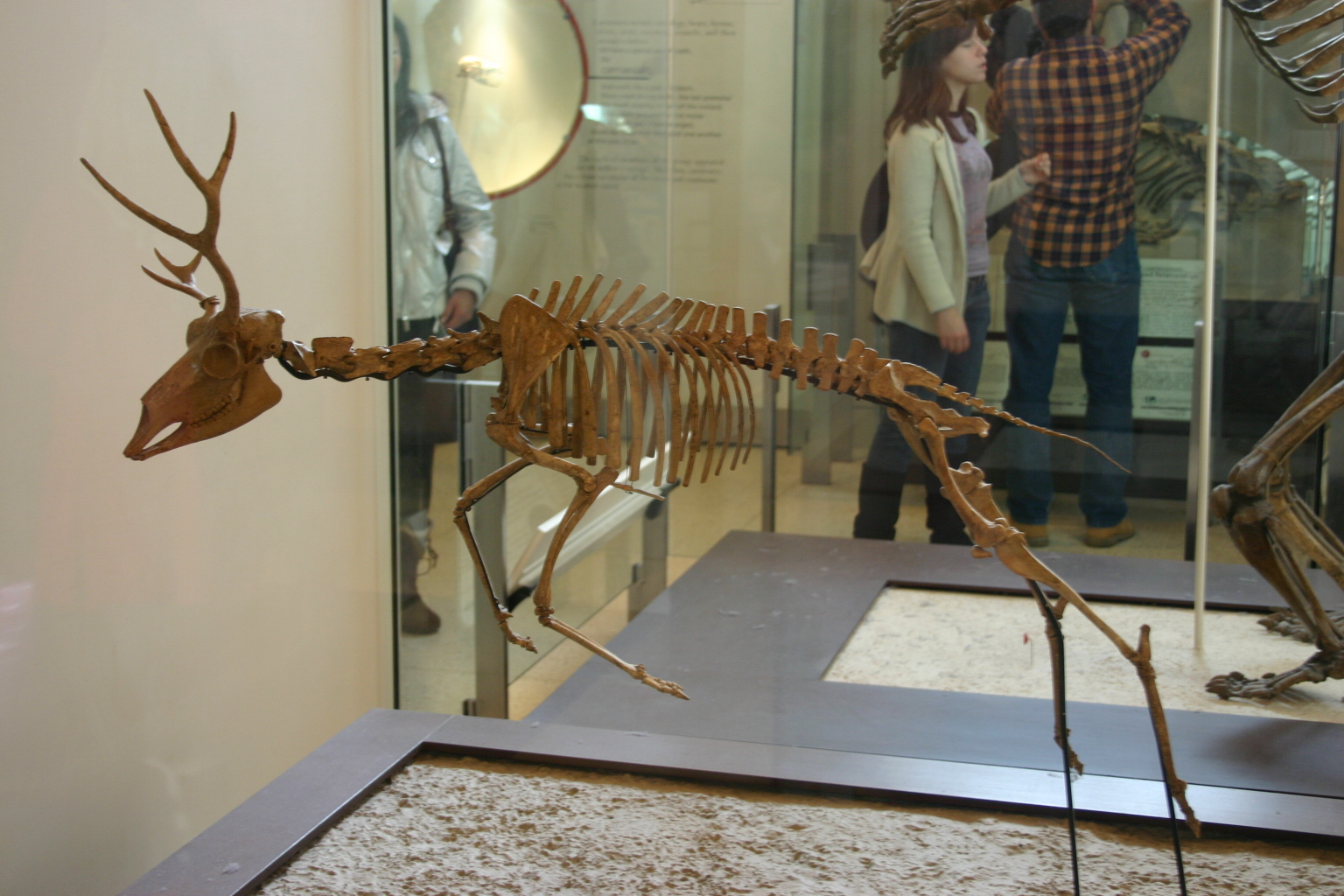
Ramoceros osborni is een kleine gaffelantilope uit de onderfamilie Merycodontinae. Hij leefde in het Mioceen in Noord-Amerika.

De gaffelbok is de enige nog levende vertegenwoordiger van de gaffelantilopen (Antilocapridae), een familie van evenhoevige hoefdieren die ontstond in het midden-Mioceen en alleen bekend is van Noord-Amerika. De gaffelantilopen worden in twee onderfamilies verdeeld. De Merycodontinae waren kleine hoefdieren van 7 tot 30 kg die leefden van het midden- tot het laat-Mioceen. Tot de Merycodontinae behoren onder andere Merycodus, Ramoceros, met waaiervormige hoorns, en Paracosoryx, met lange, verticale hoorns die eindigden in een kleine vork. De tweede onderfamilie is de Antilocaprinae, grotere hoefdieren van 30 tot 80 kilogram die verschenen in het laat-Mioceen en waarschijnlijk van Merycodontinae afstammen. Soorten uit het Mioceen zijn onder andere Osbornoceros, met gedraaide hoorns, Ilingoceros, met spiraalsgewijs gedraaide, zeer lange hoorns, en Hexameryx, met drie paar hoorns. In het Pleistoceen leefden verscheidene soorten gaffelantilopen naast elkaar op de grasvlakten van Noord-Amerika, waaronder de huidige soort, Hayoceros, met het dubbele paar hoorns, en Capromeryx. Alleen de gaffelbok overleefde tot in het Holoceen.
Binnen de orde der evenhoevigen (Artiodactyla) worden de gaffelantilopen gerekend tot de herkauwers (Ruminantia). De verwantschap met andere families binnen deze familie is nog onduidelijk. Lang werden de gaffelantilopen gezien als de zustergroep van de holhoornigen (Bovidae), maar recent fylogenetisch onderzoek plaatst zij dichter bij de herten (Cervidae) of de giraffen (Giraffidae).
Vijf ondersoorten worden over het algemeen erkend.
- Antilocapra americana americana, van Zuid-Canada tot Noord- en Centraal-Mexico
- A.a. peninsularis, Noord-Baja California
- A.a. sonoriensis, Zuidwest-Arizona en Noord-Sonora
- A.a. mexicana, Noord-Mexico
- A.a. oregona, Zuidwest-Oregon

Van A.a. oregona en A.a. mexicana wordt de status van ondersoort echter niet ondersteund door genetisch bewijs. De twee zijn waarschijnlijk slechts geografische types van A.a. americana.

## Status en bescherming
Op de Rode Lijst van de IUCN is de gaffelbok geclassificeerd als niet bedreigd. Het is een algemene soort, waarvan de totale populatie op zevenhonderdduizend tot een miljoen individuen wordt geschat. De helft van deze dieren leeft in Wyoming. De aantallen fluctueren door strenge winters en aanhoudende droogte, maar de gehele populatie wordt als stabiel beschouwd.
In de westelijke Verenigde Staten wordt er op de gaffelbok gejaagd. Hierdoor zijn gaffelbokken schuw en vluchten zij weg voor mensen en auto's. In gebieden waar er niet op gaffelbokken worden gejaagd, zoals in Yellowstone National Park of de National Bison Range Wildlife Refuge, zijn zij minder schuw en beter te benaderen.
De populatie is wel vele malen kleiner dan in het verleden. Geschat wordt dat aan het begin van de negentiende eeuw meer dan 35 miljoen dieren waren. Sindsdien daalden hun aantallen. Jacht was de belangrijkste oorzaak van de daling, gecombineerd met het uitsterven van de wolf in het verspreidingsgebied van de gaffelbok, waardoor de aantallen coyotes toenamen. Ook verlies van geschikt leefgebied aan landbouw, stedelijk gebied en mijnbouw, overbegrazing door vee en het verhinderen van oorspronkelijke trekroutes door hekken en andere barrières speelden een rol. Een hek van een meter is al gauw een barrière voor migrerende dieren. De gaffelbok kan springen, maar vermijdt dit liever, waarschijnlijk omdat hij een bot kan breken bij het landen. In 1924 waren nog maar dertien- tot twintigduizend dieren over. Door beschermingsmaatregelen stegen de aantallen weer. In 1964 was het aantal weer vertienvoudigd.
Alhoewel de soort in zijn geheel veilig is, zijn veel populaties versnipperd en klein. Vooral de Sonora-gaffelbok heeft hier onder te lijden. Omdat gaffelbokken voornamelijk leven in grote, aaneengesloten natuurgebieden, kan versnippering leiden tot een afname in gebruik van deze gebieden. Bovendien is voor deze populaties inteelt een mogelijke bedreiging. Stroperij is vooral voor de Mexicaanse populatie een probleem. Deze populatie neemt af en wordt beschermd onder Appendix 1 van CITES. De ondersoort Antilocapra americana sonoriensis wordt als bedreigd beschouwd onder de Amerikaanse Endangered Species Act. Op het dieptepunt waren er nog 21 dieren over. Tegenwoordig leven er minder dan driehonderd dieren in Arizona en twee- tot vijfhonderd dieren in Sonora. Van een andere ondersoort, A.a. peninsularis, zijn ongeveer tweehonderd dieren over.